# Tragia saxicola
Tragia saxicola là một loài thực vật có hoa trong họ Đại kích. Loài này được Small miêu tả khoa học đầu tiên năm 1903.